# ハンス＝ディートリヒ・ゲンシャー

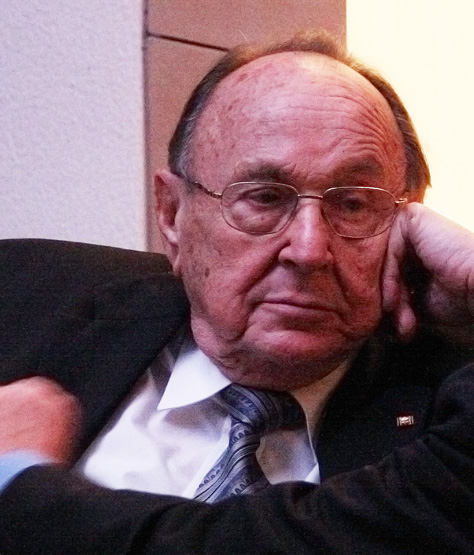
ハンス＝ディートリヒ・ゲンシャー, 2007

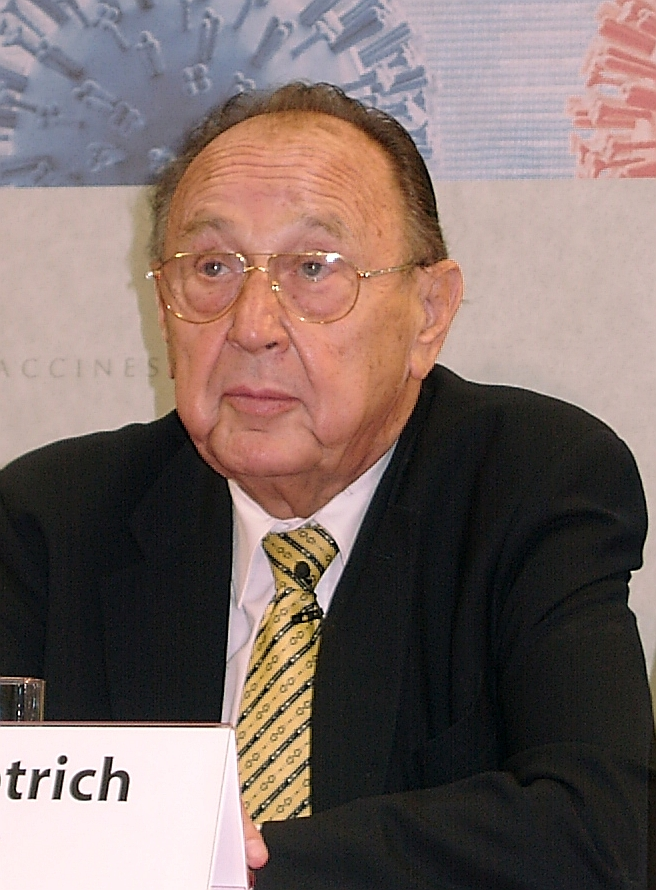
ハンス＝ディートリヒ・ゲンシャー（2001年撮影）

ハンス＝ディートリヒ・ゲンシャー (Hans-Dietrich Genscher、1927年3月21日 - 2016年3月31日) は、ドイツ連邦共和国の政治家。自由民主党（FDP）の党首として、ドイツ社会民主党のヘルムート・シュミット、次いでキリスト教民主同盟のヘルムート・コールと連立政権を組み、1974年から1992年まで、副首相兼外務大臣を務めた。18年間にわたる外相在任は、現在のところドイツ史上もっとも長期の在任記録である。

## 経歴・概要

### 出生から青年時代まで
ゲンシャーは、ハレ近郊のライデブルク（現ザクセン＝アンハルト州ザール郡）に生まれた。この土地は、東西分断後、東ドイツ領となった土地である。父親は法律家であったがゲンシャーが10歳のときに死去した。ハレの市立改革ギムナジウムに通っていたが、第二次世界大戦中の1943年から1945年まで、ゲンシャーは、ヒトラーユーゲントに参加し、後にドイツ国防軍で空軍補助兵の兵役に就いていた。1945年、18歳になったゲンシャーは、現役軍将兵が政治組織のメンバーになることを避けるよう促す規制があったにもかかわらず、ナチ党員となった。また本人の言によれば「親衛隊に配属されるのを避けるため」、同年ドイツ国防軍に志願した。
ドイツの敗北とともに、ゲンシャーは短期ながらイギリス軍の戦争捕虜となった。戦争終結後、建築補助作業員として生計を立てつつ、1945年からゲンシャーはフリードリヒ・ニーチェ高等学校に通学し、翌46年にアビトゥーアの追試に合格した。だが1946年冬に結核に罹り、3ヶ月のサナトリウム入院を強いられ、その後も10年ほど入退院を繰り返した。その一方でマルティン・ルター大学ハレ・ヴィッテンベルクおよびライプツィヒ大学で法学と経済学を修め、1949年に第一次国家司法試験に合格、ハレ地方裁判所で試補となった。ゲンシャーは1952年8月に西ベルリンを経由して西ドイツへ亡命、ブレーメン地方裁判所の試補となった。1954年ハンブルクで第二次国家司法試験に合格し、ブレーメンの法律事務所に勤務することとなった。

### 政治家としての経歴
1946年には東ドイツ自由民主党（LDPD）に参加。1952年8月、ゲンシャーは西ベルリンに逃亡し、この年、自由民主党（FDP）に入党。1954年にブレーメンの自由民主党青年部副代表に選出された。1965年ヴッパータール１区からドイツ連邦議会総選挙に立候補し、初当選を果たした。以後、政界を引退するまで1998年まで議席を維持した。その後、党内のいくつかの役職（議員団事務局長、党事務局長、副党首）を経験した後、1969年FDPがドイツ社会民主党（SPD）と連立して成立したヴィリー・ブラント内閣の内務大臣として入閣する。内相としてミュンヘンオリンピック事件への対処を迫られ、この事件が悲劇的結末に終わったことから、対テロ特殊部隊GSG-9を創設した。また救急ヘリコプター配備に尽力した。

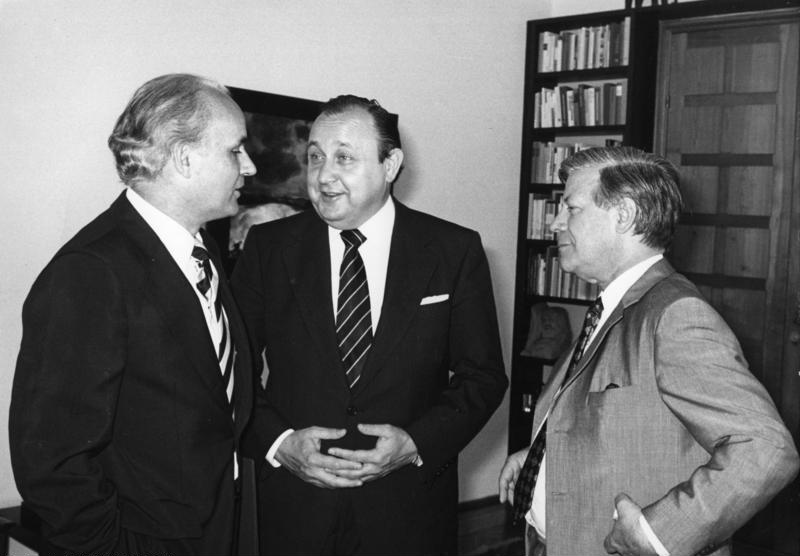
ゲンシャー（中央）とシュミット首相（1976年）

FDP党首で外相のヴァルター・シェールが連邦大統領に転じた1974年、折りしもギヨーム事件で辞任したブラントの後継首相となったヘルムート・シュミット（SPD）の内閣で、後任の外務大臣兼副首相に就任した。外相としてヘルシンキでの全欧安全保障協力会議条約の締結交渉に参加、また1976年には国際連合総会で人質犯のいかなる要求にも応じないとする対テロ決議を提案し、可決された。
しかし、1982年にSPDとFDPは齟齬をきたすようになる。ゲンシャー以下FDPの閣僚4人は辞任し、さらにシュミットに対する建設的不信任案に賛成、ヘルムート・コール・キリスト教民主同盟（CDU）党首を擁立して連立組み替えに積極的に走った一人であった。この政権交代劇でのFDPの行為は大きな論争を呼び、その後FDPは一時的に党勢が後退して離党者も出し、1985年にゲンシャーは党首選立候補を辞退した。しかしゲンシャーは国民の支持を失うことはなく、西独における人気政治家の一人であった。
コール政権においては、副首相と外相を兼務し、ドイツ再統一後もその地位を保った。ドイツ再統一の際に見せた国際協調路線の一方で、1984年にはイラン革命後では最初の欧米の外相としてイランを訪問している。

### ユーゴスラビア内戦
ユーゴスラビアの問題において、欧州共同体内の合意形成せずに度々ドイツ独自の国益を追求した外交政策を実行した。
1991年にクロアチアとスロベニアがユーゴスラビアからの独立を宣言した際、同年9月4日に欧州共同体内の合意形成を待たずに両国を国家承認することが戦争を防ぐと主張して、フランスやオランダ、スペインなど他の加盟国やイギリス、アメリカ、ギリシャの反対を押しきって承認表明した。そしてデンマークとベルギーのみにしか両国の早期承認を進めることへの理解がされなかったのにもかかわらず、12月23日にドイツが両国の独立を単独承認したことでユーゴスラビア破滅の切っ掛けをつくった。 フランク・ウンバッハはユーゴスラビアへの対応についてハンスと引っ張られたECの加盟国らを批判して、ユーゴ連邦は欧州統合の理念の達成のための犠牲となったと述べている。

### ドイツ再統一
外相としてゲンシャー最大の功績は、冷戦終了に大きな役割を果たしたことである。ゲンシャーは東欧革命からドイツ再統一に至るまで卓越した外交手腕で欧州における冷戦状態に終止符を打つことに多大な貢献をした。例えば、1988年の早い時期にゲンシャーはポーランドのレフ・ワレサ連帯議長と会見し、東欧革命の起源とも言えるポーランド民主化運動を後押ししている。1989年8月19日ハンガリー・オーストリア国境が開放されたため、多数の東ドイツ市民が集団越境し、オーストリア経由で西ドイツに亡命することとなった（汎ヨーロッパ・ピクニック）。事態収拾のため、ゲンシャーは1989年9月30日にチェコスロバキア政府と東独市民の国境通過について合意した。訪問先のチェコスロバキアの首都プラハの西ドイツ大使館のバルコニーから行った「我々は、今日あなた方が出発できるということをお伝えするために、こちらへ参りました…」（ドイツ語: "Wir sind zu Ihnen gekommen, um Ihnen mitzuteilen, daß heute Ihre Ausreise ..."）との演説に、大使館の敷地内にいた4000人の亡命希望者は割れんばかりの拍手と歓呼の声で応えた。ドイツ再統一後、旧東ドイツでのゲンシャーの個人的人気も手伝って、FDPは一時的に党員が倍増したが、ゲンシャーの引退や統一事業の困難さが明らかになると党勢は後退した。

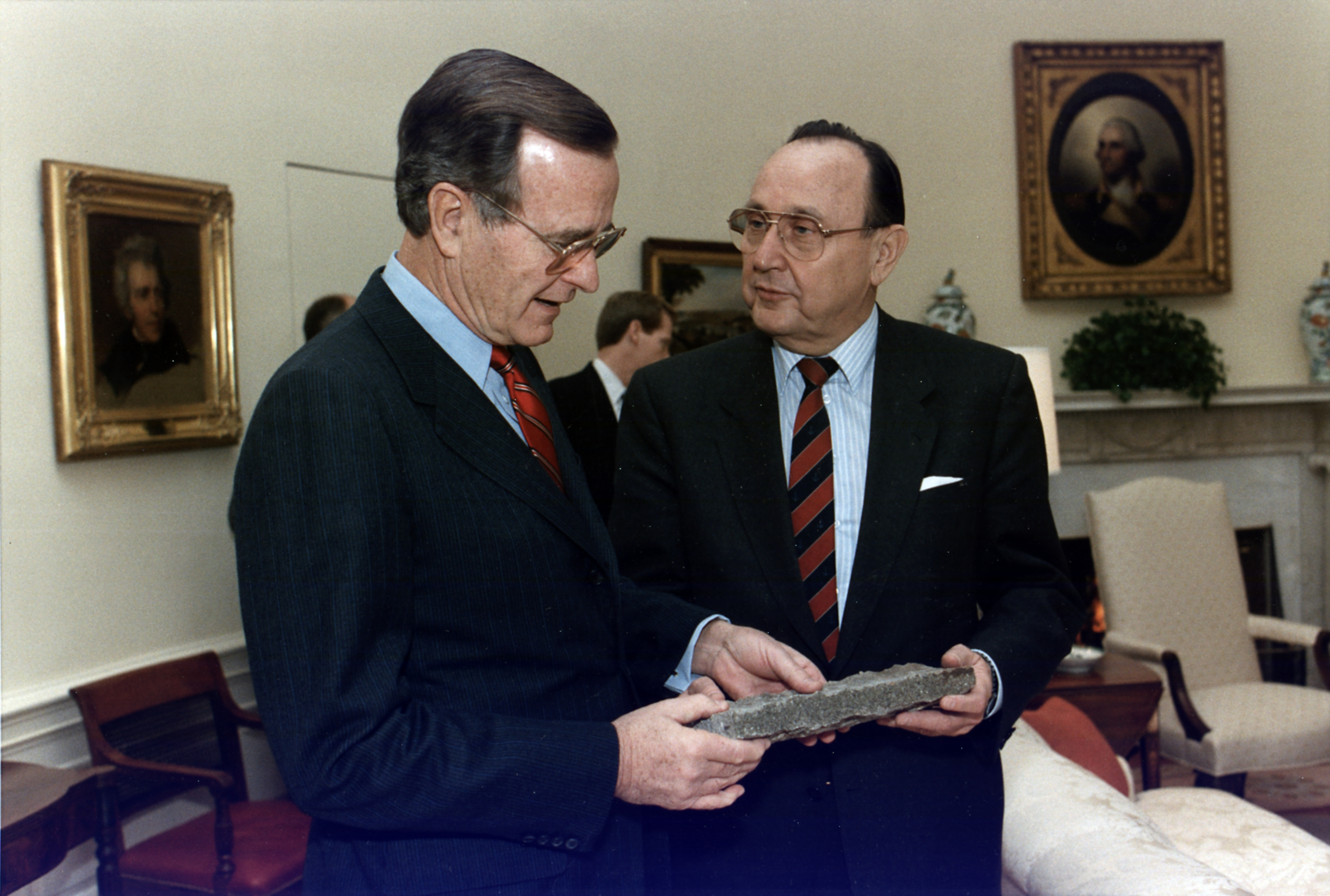
ジョージ・H・W・ブッシュ米大統領（当時、左）とゲンシャー（1989年11月21日撮影）

また、ゲンシャーは欧州統合を一層推進し、欧州連合の更なる発展を念頭に活発に動いた。ゲンシャーはイタリアのエミリオ・コロンボ外相とゲンシャー・コロンボ・プランと呼ばれる欧州統合計画を提唱した。1980年代には単一欧州議定書策定に積極的に関与した。こうしたゲンシャーの欧州統合への積極姿勢は、ゲンシャー以後のドイツ外交に継承され、今日に至っている。1992年に健康上の理由で外相を退くが、コールがゲンシャーの長年の労苦と政権維持の努力を数多く紹介して褒めたたえたのとは対照的に、仕えたコールに対して退任挨拶で一言も言及しなかったことが当時報道されている。通算18年に及ぶ外相在任期間は、ドイツはもとより他の西側先進諸国と比較しても最長記録となった。

### 政界引退後
1998年連邦議会に立候補せず、政界を引退する。以後は、弁護士として活動し、企業や国際関係で活躍していた。2000年には、ハンス・ディートリヒ・ゲンシャー・コンサルト社を設立した。
2016年3月31日、心不全のため死去。89歳没。

## 家族・表彰
1958年に結婚し一女をもうけるが1966年に離婚。1969年に再婚している。ボン郊外のヴァハトベルクに住んでいた。
1975年、ドイツ連邦共和国功労勲章大功労十字星大綬章受章。1984年、レジオンドヌール勲章大十字章。ライプツィヒ大学、シュチェチン大学より名誉博士号。